# Piaristenkirche Heiliges Kreuz

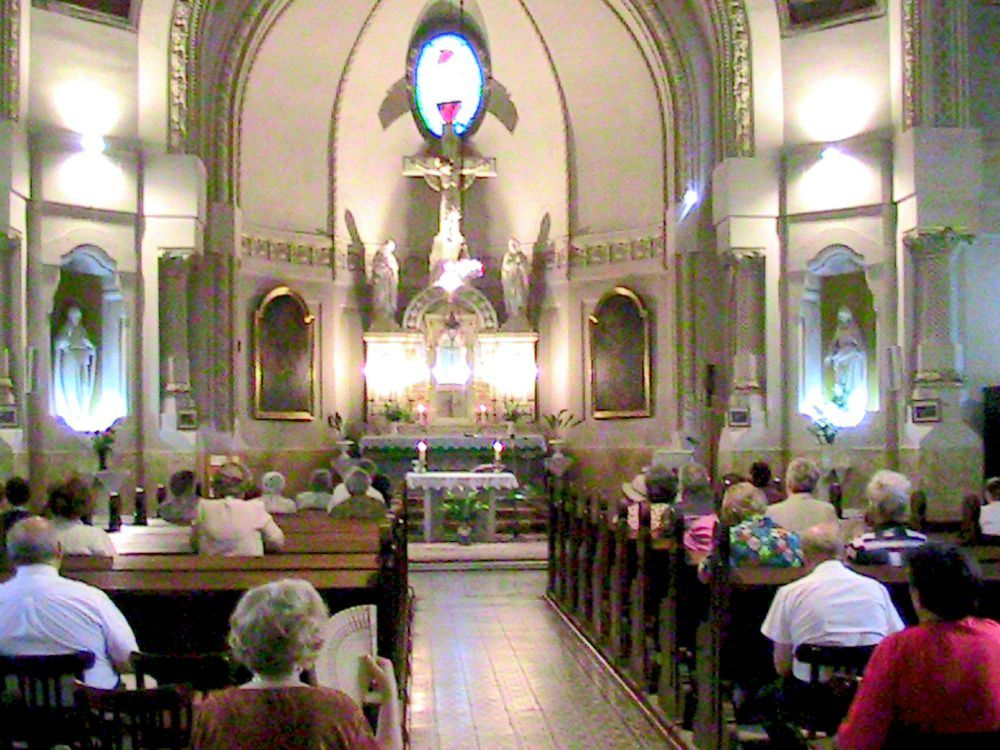
Der Innenraum der Biserica Piariștilor Înălțarea Sfintei Cruci, 2008

Die Piaristenkirche Heiliges Kreuz (rumänisch Biserica Piariștilor Înălțarea Sfintei Cruci) ist eine römisch-katholische Kirche in der Strada Victor Babeș Nr.1 im I. Bezirk Cetate (deutsch Innere Stadt) der westrumänischen Stadt Timișoara (deutsch Temeswar).

## Geschichte
Auf dem Gelände der Kirche bestanden bereits eine mittelalterliche Kirche und danach eine Moschee aus der Zeit der osmanischen Okkupation. Nach der Rückeroberung der Stadt wurde dann hier zwischen 1733 und 1736 eine dem Heiligen Nepomuk geweihte Kirche errichtet.
Nach einem Erlass von Kaiser Josef II. übernahm der Orden der Piaristen 1788 diese Kirche und das Kloster der verbotenen Jesuiten, in dem sie ein Gymnasium betrieben. 1909 wurde nach den Plänen von Alexander Baumgarten und László Székely unter der Bauleitung von Arnold Merbl hier ein Piaristengymnasium mit der Piaristenkirche gebaut. Die alte Kirche wurde 1911 abgerissen, nachdem die Mönche 261 Skelette aus der Gruft der alten Kirche in die neue Kirche verlagert hatten. Unter ihnen befanden sich auch die körperlichen Überreste von Carl von Greth, dem ehemaligen Kommandanten der Stadt, dessen Ehefrau Johanna von Honrath, sowie von österreichischen Soldaten, welche die Stadt während der Belagerung von 1848 verteidigt hatten. Die neue Kirche wurde dem Heiligen Kreuz gewidmet. Der Altar der Kirche stammt aus München.
Die Mönche, deren Orden die Lehrtätigkeit 1948 durch das kommunistische Regime verboten wurde, gaben sich zu dieser Zeit in der Kirche heimlich ihren Studien hin.
Die Liturgien sind den Heiligen Rita von Cascia und Antonius von Padua gewidmet und werden in ungarischer, rumänischer und deutscher Sprache abgehalten.